# Кестерен
Кестерен (нід. Kesteren) — село в нідерландській провінції Гелдерланд. Входить до муніципалітету Недер-Бетюве.
Його площа становить 5,27км², а населення станом на 2022 рік складало 6 854 осіб.
Перша згадка про населений пункт датується 850-им роком. До 2002 року мало статус окремого муніципалітету.

## Галерея

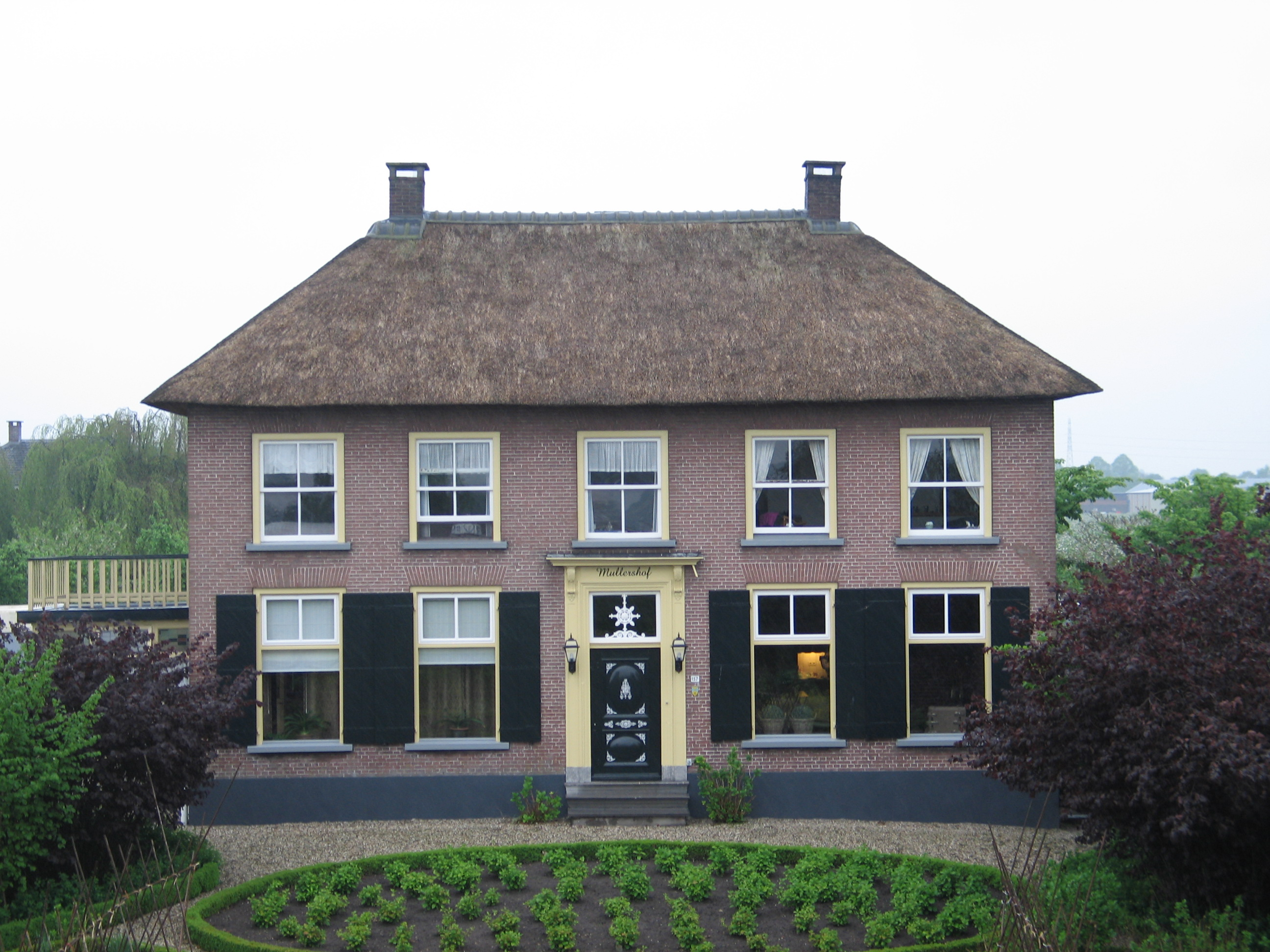
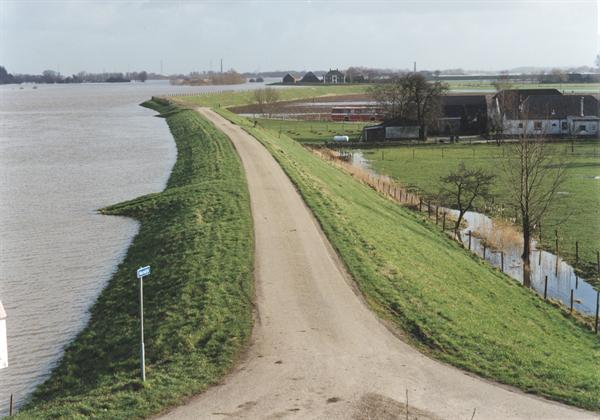
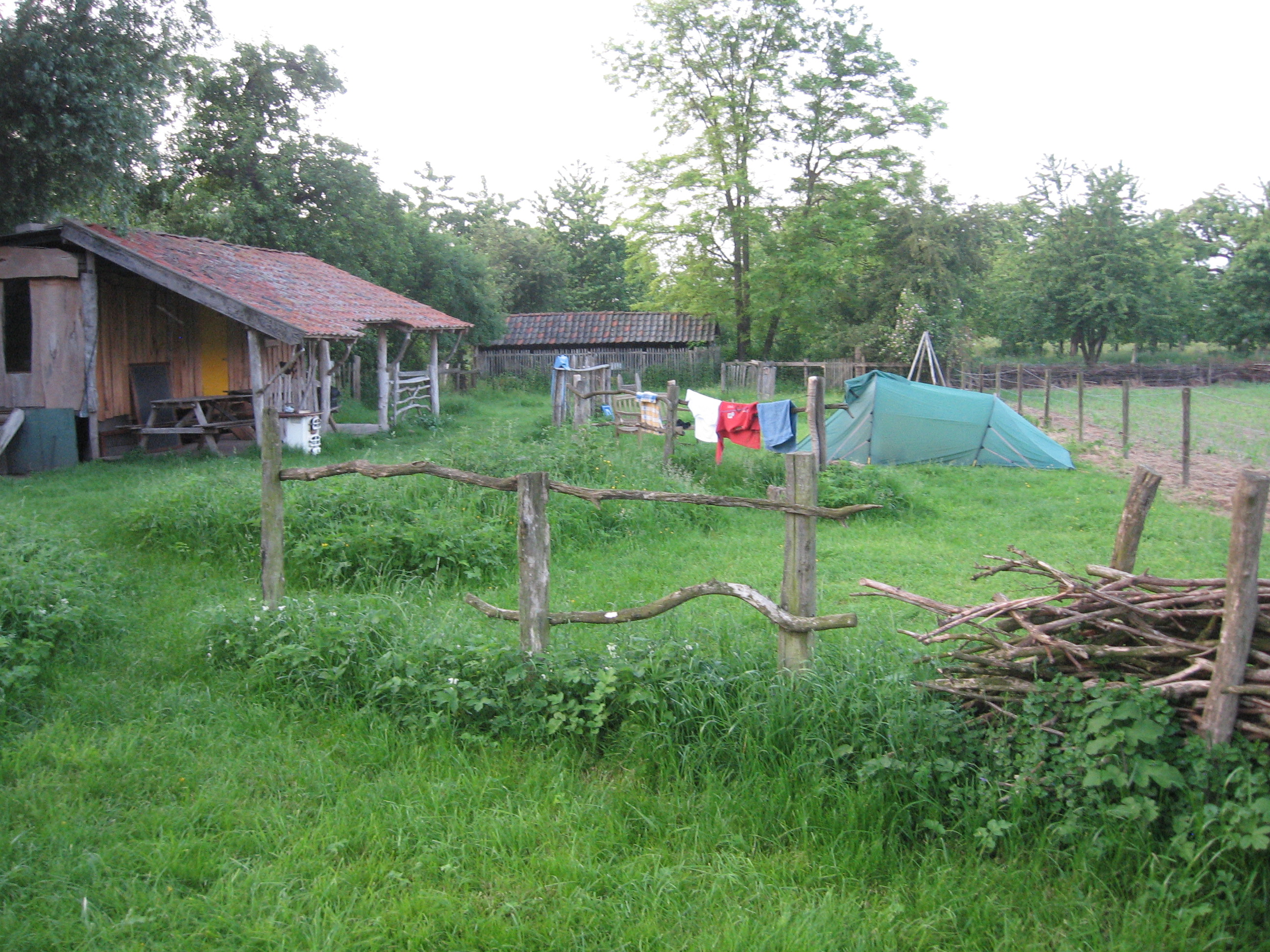
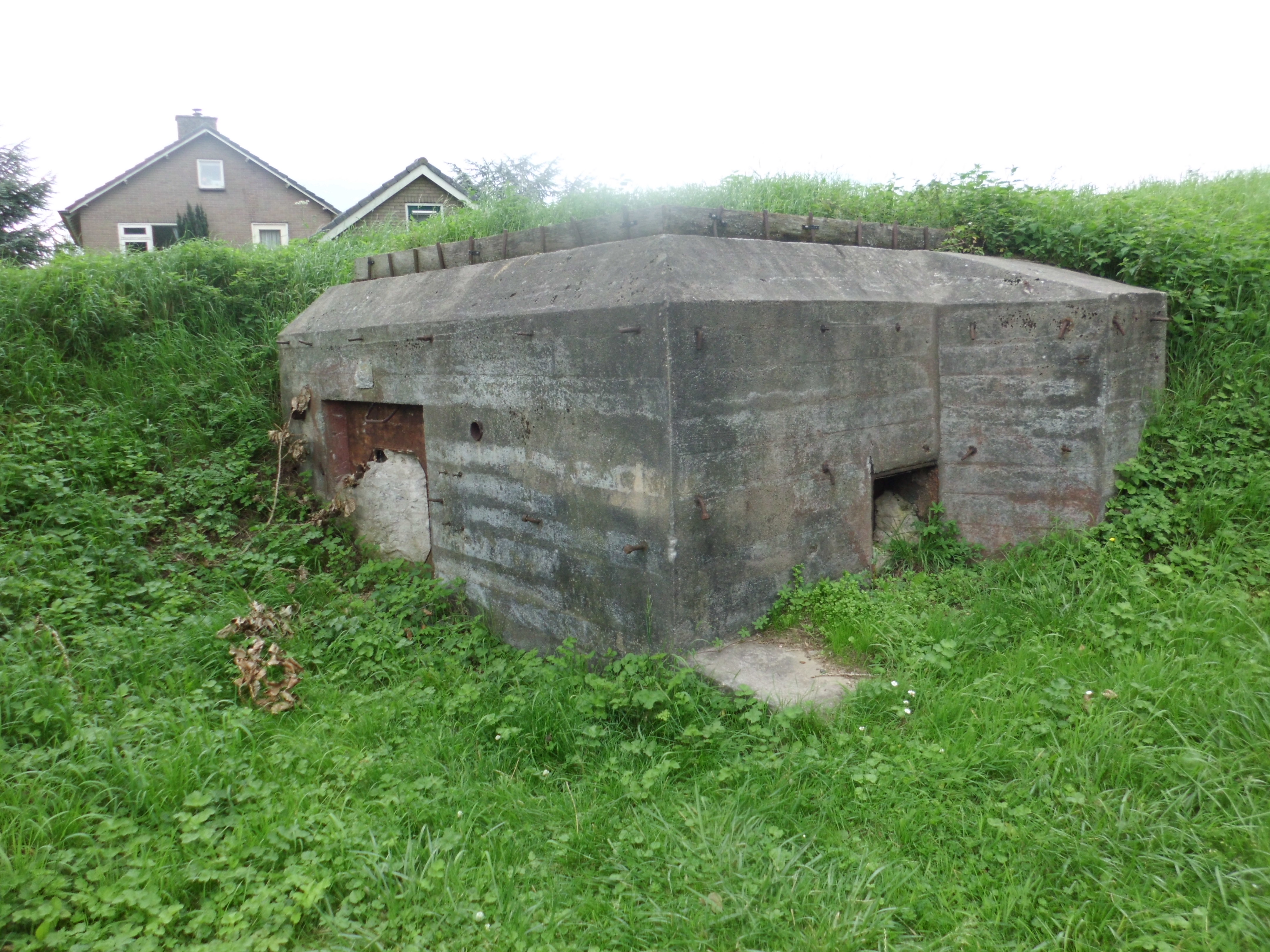